# Adolf Horubała
Adolf Horubała (ur. 6 stycznia 1925 w Wólce Czernięcińskiej) – polski profesor, technolog żywności i żywienia. Członek korespondent krajowy Polskiej Akademii Nauk od 1986 roku, członek rzeczywisty tej instytucji od 1998 roku. Jego specjalnością naukową są: nauka o żywności i jej technologia (produkty pochodzenia roślinnego), polifenole, karotenoidy, chlorofile, produkty degradacji termicznej i radiacyjnej.
Stopień doktora nauk rolniczych uzyskał w 1954 roku, tytuł profesora nadzwyczajnego – w 1973, a profesora zwyczajnego – w 1982.

## Wybrane prace
- Badania nad wpływem średnich dawek promieni gamma na barwniki antocyjanowe niektórych owoców, 1964, „Roczniki Technologii i Chemii Żywności”;
- The Influence of Ionizing Radiation on Flavonoid Pigments of Somme Berry Fruits. Preservation of Fruit and Vegetables by Radiation, 1968, IAEA, Vienna;
- Podstawy przechowalnictwa żywności, 1975, PWN;
- Stan i perspektywy rozwoju badań w zakresie technologii i chemii owoców i warzyw, 1984, „Zeszyty Problemowe Postępów Nauk Rolniczych”, t. 256.

## Nagrody, wyróżnienia i odznaczenia
- Krzyż Oficerski Orderu Odrodzenia Polski (1989);
- Medal im. M. Oczapowskiego Wydziału V Nauk Rolniczych, Leśnych i Weterynaryjnych PAN (1987);
- doktor honoris causa Szkoły Głównej Gospodarstwa Wiejskiego (1997)[2].